# Frigyes bajor herceg
Frigyes bajor herceg másként Bölcs Frigyes (? 1339 k. – Budweis, 1393. december 4.) a Wittelsbach-házból való uralkodó, aki 1374-től hosszú ideig Sváb-felföld birodalmi végrehajtója, 1375-től 1392-ig Bajorország társhercege, majd haláláig Bajorország-Landshut hercege volt.

## Élete

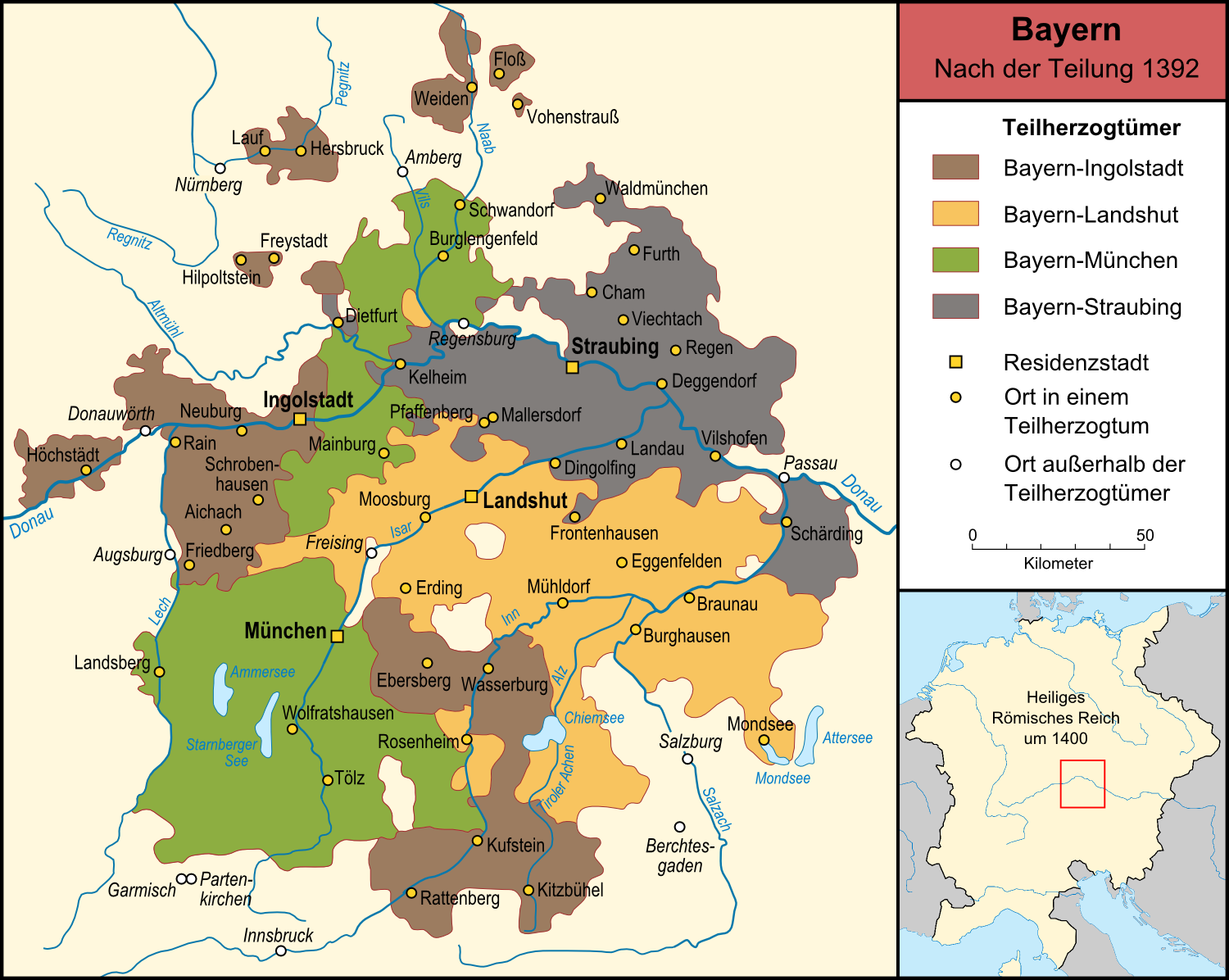
A négy bajor részleges hercegség az államfelosztás után 1392-ben

### Ifjúsága
Frigyes 1339 körül született II. István leendő herceg és felesége, Szicíliai Erzsébet második fiaként. 1360-ban feleségül vette Anna von Neuffent, és a következő évben megszületett lányuk, Erzsébet, akit 1367 után feleségül vett Marco, Bernabò Viscontinak, Milánó urának a fia. (A hozománya 45 000 gulden volt.)
1362-ben Frigyes egy nemesi párthoz került, ifjú unokatestvére, III. Meinhard hatására. Felső-Bajorország-Tirolból, de II. István még abban az évben véget vetett közös tevékenységüknek. IV. Károly német-római császár támogatta Frigyest, és a jogok megerősítéseként megadta az ifjú hercegnek, hogy hazájából senkit ne idézzenek a császári bíróság elé. Októberben Frigyes kibékült apjával, miközben Meinhard Tirolba költözött. A következő évben, Meinhard halála után megkezdődött a Wittelsbachok több évig tartó harca Tirolért, miközben István Felső-Bajorországba jutása miatt a brandenburgi rokonokkal való kapcsolatuk több évre megromlott.
1368-ban Frigyes IV. Károly császárral tartott annak második itáliai hadjárata során. 1371–72-ben bátyjával, III. Istvánnal Poroszországba utaztak. Frigyest 1375 körül, szentföldi zarándoklatán, Jeruzsálemben a Szent Sír Lovagrend tagjai közé fogadta.
A nála néhány évvel fiatalabb nagybátyját, V. Ottót szánta utódjának a Brandenburgi Márkban, amelyet IV. Károly császár 1373-ban szerzett meg a fürstenwaldei szerződéssel. A bajor hercegek 500 000 gulden kárpótlást kaptak, valamint Brandenburg elektori szavazatát. Ezenkívül az elzászi és a felső-svábországi birodalmi végrehajtói tisztség része volt annak, amit a Wittelsbachok azért kaptak, mert a Brandenburgi Márkot IV. Károly császárnak átadták, aki biztosítani akarta támogatásukat fia, Vencel királlyá választásához. Frigyes és testvére, István várnagyok lettek. Ezenkívül 1375-ben Frigyest az augsburgi birodalmi adószedói poszttal kárpótolták. Frigyes 1382–83-ig megtarthatta annak tulajdonjogát.

### Uralkodása
A Wittelsbachok területveszteségei ellenére a hercegek anyagi kiindulópontja kedvező volt: Bajorország hatalmas összeget, mintegy félmillió gulden készpénzt és kötvényt kapott Tirol (1369) és Brandenburg (1373) átengedéséért, amely II. Istváné maradt, aki immár önálló területet örökölt. Ennek eredményeként Abensberg, Ortenburg, Hals és Schauenburg grófok, a regensburgi püspökség, Laaber urai és Leuchtenberg földgrófjainak számos korábbi birtoka, különösen Alsó-Bajorországban és Észak-Gauban, még mindig megszakították az összefüggő, a hercegek által megszerezhető birtokokat.
Frigyes apja 1375-ös halála után V. Ottóval és testvéreivel, II. Jánossal és III. Istvánnal együtt uralkodott a bajor hercegségen. Frigyes – kezdetben Ottóval együtt, akinek 1379-ben bekövetkezett halála után egyedül – a gazdag Alsó-Bajorországot és fővárosát, Landshutot igazgatta. A négy herceg 1376-ban megállapodott az állam felosztásában, hogy Felső-Bajorországot kezdetben István és János, Alsó-Bajorországot pedig Frigyes és Ottó irányítja, s hogy egyikük se kerüljön hátrányba, kétévente megcserélik a kormányzási területeket. Ez a szokatlan megállapodás azonban soha nem valósult meg. Frigyes kárpótlásul Felső-Bajorországban lakó testvéreinek évente 4000 guldent fizetett.
Frigyes uralkodását különösen egy politikai esemény határozta meg, a császár és az egyre inkább függetlenségre törekvő városok közötti konfliktus kitörése. IV. Károlynak ugyanis nagyobb anyagi forrásokra volt szüksége, mint például Brandenburg kárpótlására, vagy fia, Vencel királlyá választása alkalmából, amit a városok magas különadóztatásával próbált kompenzálni, méghozzá ezt megismételve, hogy elérje politikai céljait, harmadik feleknek akaratuk ellenére elzálogosított birodalmi városokat. Azok egyre erősödő ellenérzése azt eredményezte, hogy 1376. július 4-én Ulm vezetése alatt tizennégy sváb város egyesült, hogy megalakítsák a császár elleni Sváb Városi Ligát. István és Frigyes bajor hercegek sváb végrehajtói funkciójukban semlegesek maradtak a konfliktus kezdetén, és megpróbáltak közvetíteni, de hamarosan hosszan tartó harcok következtek. Az 1379-es nürnbergi birodalmi gyűlés után Vencel király III. Lipót osztrák hercegnek a két svábországi végrehajtói posztot zálogként adta, mert ő VI. Orbán pápa támogatását el akarta nyerni. Addig Felső-Svábországban a végrehajtó Frigyes bajor herceg, míg II. Eberhard gróf Alsó-Svábországban volt. A Városok Szövetsége elutasította a letétet. Ez vitához vezetett a fejedelmek és lovagok szövetségeivel, amelyek véleményvezére II. Eberhard gróf volt, egészen addig, amíg Vencel engedett, amikor a bajor hercegek 1379-ben a városszövetséghez fordultak. 1381-ben, első felesége, Anna halála után Frigyes feleségül vette Maddalena Viscontit, vejének, Marcónak a nővérét. A házasságból öt gyermek született, köztük Erzsébet lánya és Henrik fia, aki később apját követte a hercegi trónon.
Frigyes 1383-ban a franciák oldalán harcolt Flandriában az angolok ellen. Meglátogatta nagybátyja, I. Albert Straubing-Holland udvarát Le Quesnoy-ban, és részt vett Bourbourg ostromában. November 1-jén Párizsban VI. Károly francia király szolgálatába állt, évi 4000 frank kegydíjjal, akinek unokahúgával, Erzsébettel kötött házasságában kulcsszerepet játszott. 1385 nyarán elkísérte Erzsébetet – a később Isabeau de Bavière-t – Amiens-be a királlyal kötendő házasságára. 1388-ban Frigyesnek sikerült elintéznie unokahúgának, Bajor Zsófia cseh királynénak a házasságát az özvegy Vencellel, aki a következő évben cseh király lett.
Az 1387-es városok háborújában Frigyes elfogta Pilgrim salzburgi érseket, és szabadlábra helyezéséért cserébe a Sváb Városok Ligájával kötött szerződésének felbontását követelte. Ez korábban konfliktushoz vezetett a pápával és birodalmi háborúhoz Frigyes és testvérei ellen. Részt vett az 1388-as döffingeni csatában is, és segítette Ruprecht von Berget a passaui rangviszályban.
Az országfelosztásnál 1392. november 19-én sikerült megtartania Alsó-Bajorországot Landshuttal mint csökkentett Bajor-Landshuti Hercegséget, míg II. János Münchent és III. István Ingolstadtot vette át. Frigyes hosszú ideig volt IV. Vencel cseh király tanácsadója jogi kérdésekben, és a gyenge király legígéretesebb utódjának tartották. 1387 júniusa óta keringtek a pletykák, miszerint a fejedelmek a gyenge Vencelt le akarták váltani, és a diplomáciában jártas Frigyest akarták a kormányzati ügyekkel megbízni. Szolgálata közben bekövetkezett hirtelen halála azonban megakadályozta abban, hogy nagyapját, IV. Lajos német-római császárt kövesse a királyi trónon. A landshuti Seligenthal kolostorában temették el.

## Utódai
1360. május 16-án feleségül vette Anna von Neuffent, VII. Berthold von Neuffen gróf lányát. A házasságból egy lányuk született:
- Erzsébet (1361–1382) Marco Viscontinak(wd), Parma urának felesége.

Amikor Anna 1380-ban meghalt, 1381. szeptember 2-án feleségül vette Maddalena Viscontit, Bernabò Visconti lányát. Öt gyermekük született:
- Erzsébet (1383–1442), I. Frigyes brandenburgi választófejedelem felesége
- Margarete (szül. 1384), eltemetve a Raitenhaslach kolostorban
- Henrik XVI (1386–1450), Bajorország-Landshut hercege
- Magdalena (1388–1410), Johann Meinhard VII. Gorizia-Kirchbergből, Karintia palotagrófja és a svábországi Kirchberg grófjának a felesége
- Johann (1390–1396), eltemetve a Raitenhaslach-kolostorban

## Fordítás
Ez a szócikk részben vagy egészben  a   Friedrich (Bayern) című német Wikipédia-szócikk ezen változatának fordításán alapul.  Az eredeti cikk szerkesztőit annak laptörténete sorolja fel. Ez a jelzés csupán a megfogalmazás eredetét és a szerzői jogokat jelzi, nem szolgál a cikkben szereplő információk forrásmegjelöléseként.